# Vil de Souto
Vil de Souto ist ein Ort und eine ehemalige Gemeinde (Freguesia) im portugiesischen Kreis Viseu. Die Gemeinde hatte 665 Einwohner (Stand 30. Juni 2011).
Am 29. September 2013 wurden die Gemeinden Vil de Souto und São Cipriano zur neuen Gemeinde União das Freguesias de São Cipriano e Vil de Souto zusammengeschlossen.